# Югославско правителство в изгнание
Югославското правителство в изгнание (на сръбски: Владе Краљевине Југославије у егзилу) е номинално правителство на Кралство Югославия, функционирало извън страната през 1941 – 1945 година окупацията нва Югославия от страните от Тристранния пакт по време на Втората световна война.
Правителството на Душан Симович, заедно с крал Петър II Караджорджевич, напуска страната на 13 април 1941 година и, след престои в Гърция, Палестина и Египет, през юни се установява в Лондон. Правителството в изгнание контролира ограничени военни части, действащи съвместно със Съюзниците в Средиземноморието и поддържат активни контакти със съпротивителното движение на Четниците в самата Югославия. След поредица смени в състава, правителството в изгнание е разпуснато под британски натиск на 7 март 1945 година, когато в Югославия е съставено коалиционно правителство, доминирано от комунистите, които фактически контролират страната чрез своята Югославска народна освободителна армия.